# Serie Mundial de 1930
La Serie Mundial de 1930 fue disputada entre Philadelphia Athletics y Saint Louis Cardinals.
Los Philadelphia Athletics resultaron ganadores al vencer en la serie por 4 partidos a 2.

## Desarrollo

### Juego 1
| Equipo       | 1 | 2 | 3 | 4 | 5 | 6 | 7 | 8 | 9 | C | H | E |
| ------------ | - | - | - | - | - | - | - | - | - | - | - | - |
| St. Louis    | 0 | 0 | 2 | 0 | 0 | 0 | 0 | 0 | 0 | 2 | 9 | 0 |
| Philadelphia | 0 | 1 | 0 | 1 | 0 | 1 | 1 | 1 | X | 5 | 5 | 0 |

LG: Lefty Grove (1–0)  LP: Burleigh Grimes (0–1)  
HRs:  PHA – Al Simmons (1), Mickey Cochrane (1)

### Juego 2
| Equipo       | 1 | 2 | 3 | 4 | 5 | 6 | 7 | 8 | 9 | C | H | E |
| ------------ | - | - | - | - | - | - | - | - | - | - | - | - |
| St. Louis    | 0 | 1 | 0 | 0 | 0 | 0 | 0 | 0 | 0 | 1 | 6 | 2 |
| Philadelphia | 2 | 0 | 2 | 2 | 0 | 0 | 0 | 0 | X | 6 | 7 | 2 |

LG: George Earnshaw (1–0)  LP: Flint Rhem (0–1)  
HRs:  STL – George Watkins (1)  PHA – Mickey Cochrane (2)

### Juego 3
| Equipo       | 1 | 2 | 3 | 4 | 5 | 6 | 7 | 8 | 9 | C | H  | E |
| ------------ | - | - | - | - | - | - | - | - | - | - | -- | - |
| Philadelphia | 0 | 0 | 0 | 0 | 0 | 0 | 0 | 0 | 0 | 0 | 7  | 0 |
| St. Louis    | 0 | 0 | 0 | 1 | 1 | 0 | 2 | 1 | X | 5 | 10 | 0 |

LG: Bill Hallahan (1–0)  LP: Rube Walberg (0–1)  
HRs:  STL – Taylor Douthit (1)

### Juego 4
| Equipo       | 1 | 2 | 3 | 4 | 5 | 6 | 7 | 8 | 9 | C | H | E |
| ------------ | - | - | - | - | - | - | - | - | - | - | - | - |
| Philadelphia | 1 | 0 | 0 | 0 | 0 | 0 | 0 | 0 | 0 | 1 | 4 | 1 |
| St. Louis    | 0 | 0 | 1 | 2 | 0 | 0 | 0 | 0 | X | 3 | 5 | 1 |

LG: Jesse Haines (1–0)  LP: Lefty Grove (1–1)  

### Juego 5
| Equipo       | 1 | 2 | 3 | 4 | 5 | 6 | 7 | 8 | 9 | C | H | E |
| ------------ | - | - | - | - | - | - | - | - | - | - | - | - |
| Philadelphia | 0 | 0 | 0 | 0 | 0 | 0 | 0 | 0 | 2 | 2 | 5 | 0 |
| St. Louis    | 0 | 0 | 0 | 0 | 0 | 0 | 0 | 0 | 0 | 0 | 3 | 1 |

LG: Lefty Grove (2–1)  LP: Burleigh Grimes (0–2)  
HRs:  PHA – Jimmie Foxx (1)

### Juego 6
| Equipo       | 1 | 2 | 3 | 4 | 5 | 6 | 7 | 8 | 9 | C | H | E |
| ------------ | - | - | - | - | - | - | - | - | - | - | - | - |
| St. Louis    | 0 | 0 | 0 | 0 | 0 | 0 | 0 | 0 | 1 | 1 | 5 | 1 |
| Philadelphia | 2 | 0 | 1 | 2 | 1 | 1 | 0 | 0 | X | 7 | 7 | 0 |

LG: George Earnshaw (2–0)  LP: Bill Hallahan (1–1)  
HRs:  PHA – Al Simmons (2), Jimmy Dykes (1)
|                                                                |
| Campeón de las Grandes Ligas Philadelphia Athletics 5.º título |